# سیارک ۲۴۰۱۵
سیارک ۲۴۰۱۵ (به انگلیسی: 24015 Pascalepinner، نامگذاری:1999RK123) بیست و چهار هزار و پانزدهمین سیارک کشف شده‌است که در ۹ سپتامبر ۱۹۹۹ کشف شد.
قدر مطلق سیارک برابر ۱۱.۷ است.